# Aristolochia stenophylla
Aristolochia stenophylla är en piprankeväxtart som beskrevs av Ignatz Urban. Aristolochia stenophylla ingår i släktet piprankor, och familjen piprankeväxter. Inga underarter finns listade i Catalogue of Life.